# Святой встречается с Тигром
«Святой встречается с Тигром», другой перевод «Встреча Святого с Тигром» (англ. The Saint Meets the Tiger) — британский детективный триллер режиссёра Пола Л. Стейна, который вышел на экраны в 1941 году.
Это последний из восьми фильмов студии RKO Pictures из цикла о добровольном борце с преступностью Саймоне Темпларе по прозвищу Святой. Шесть первых фильмов цикла были сделаны в Голливуде, а эта картина, как и предшествующая ей «Отпуск Святого» (1941), были произведены в Великобритании.
В основу сценария фильма положен роман британского детективного автора Лесли Чартериса «Знакомьтесь — Тигр», впервые опубликованный в 1928 году. В этом фильме Святой (Хью Синклер) расследует убийство, совершённое на пороге его дома, что приводит его в тихую приморскую деревушку в Корнуолле. Там он выходит на банду во главе с таинственным Тигром, которая ограбила банк, похитив миллион фунтов в золотых слитках, которые планирует переправить за границу. С помощью привлекательной местной девушки Патриции Холм (Джин Гилли) и своего дворецкого Горацио (Уайли Уотсон), Святому удаётся остановить и разоблачить преступников.
Мнение современных критиков относительно фильма разделилось. Хотя большинство рецензентов отмечает высокое качество первоисточника, живость картины и хорошую актёрскую игру, вместе с тем обращается внимание на сюжетные пробелы и слабую режиссуру, практически не использующую возможности натурных съёмок в Британии и не создающую надлежащий саспенс.

## Сюжет
Однажды поздно вечером в Лондоне элегантному частному детективу Саймону Темплару (Хью Синклер), известному как Святой, звонит незнакомец и предлагает ему миллион фунтов золотом. Когда некоторое время спустя он появляется на пороге дома Саймона, тот видит, что незнакомец только что был серьёзно ранен. Он падает в прихожую, а ударивший его ножом убийца быстро скрывается в переулках. Перед смертью мужчина успевает произнести три слова: «Тигр, Бейкомб и золото». Саймон звонит знакомому инспектору Тилу (Гордон Маклеод) из Скотленд-Ярда, сообщая об убийстве. Прибывшая полиция узнаёт в убитом печально известного букмекера Джо Галло. Тил сообщает, что Галло входил в банду, которая недавно ограбила Бристольский банк, похитив миллион фунтов золотом, и с тех пор Галло находился в розыске. Так и не получив никакой дополнительной информации ни от Саймона, ни от его дворецкого Хораса (Уайли Уотсон), инспектор Тил уходит.
Подозревая, что как банда, так и украденное золото каким-то образом связаны с Бейкомбом, Саймон вместе с Хорасом приезжает в этот небольшой прибрежный городок на полуострове Корнуолл, где газеты уже публикуют информацию об убийстве Галло. Главарь местной банды по прозвищу Тигр немедленно информирует по телефону своих сообщников — банкира Лайонела Бентли (Деннис Аранделл) и бизнесмена Биттла (Чарльз Виктор) — о прибытии в город Святого. При выходе из гостиницы Саймон знакомится с местным журналистом Тидмаршем (Клиффорд Эванс), который просит дать ему интервью по делу Галло и настойчиво пытается выспросить, не сказал ли тот чего-нибудь перед смертью. После этого Тидмарш приходит на тайную встречу с Бентли и Биттлом, из которой становится ясно, что он и есть Тигр. Тидмарш предполагает, что Святой мог оказаться в Бейкомбе только по наводке Галло, который успел ему что-то рассказать. Тигр поручает ускорить подготовку отправки груза, в частности, требует от Бентли обеспечить корабль не позднее, чем через неделю.
В тот же день молодая привлекательная Пэт Холм (Джин Гилли) заходит за документами в офис по аренде недвижимости Дональда Джонса (Клод Бейли), где знакомится с Саймоном, который пришёл арендовать коттедж. Когда они выходят на улицу, Тидмарш дружески приветствует Пэт, а затем подъезжает тётушка Агата Гёртен (Луиз Хэмптон), которая приглашает Саймона на чай. Дома у тёти Агаты Пэт представляет Саймона мистеру Бентли, он также знакомится с Биттлом, который восемь лет назад вернулся из Южной Африки. Саймон вспоминает, как один знакомый золотопромышленник быстро сделал там состояние, после чего пропал, намекая, что на связь его с Биттлом, однако тот это отрицает. Саймон также даёт понять, что ему известно о связи Бентли с преступным миром. На чай прибыл также инспектор Тил, который выдаёт себя за профессора геологии Карна. Саймон не раскрывает его личность и делает вид, что они встретились впервые. На вопрос гостей Саймон прямо заявляет, что приехал в Бейкомб охотиться на Тигра и на миллион фунтов, что гости воспринимают как шутку, однако преступники настораживаются. Вечером один из людей Бентли делает попытку застрелить Саймона, когда тот находится в коттедже, но пуля проходит мимо, лишь пугая присутствующих при этом Тила и Хораса. Инспектор полагает, что это расплата за то, что за чаев Саймон слишком откровенничал с бандитами, но Святой воспринимает это лишь как подтверждение того, что он на правильном пути. Тил предлагает вести это дело вместе, однако Святой отказывается. Он хочет иметь свободу рук, взамен обещая Тилу вернуть золото и поймать Тигра.
Вскоре после этого Саймон отправляется в дом Бентли, оказываясь там в тот момент, когда Бентли покупает у Пэт её акции в заброшенном южноафриканском золотом руднике. Саймон заявляет, что когда банкир за хорошие деньги покупает акции, которые ничего не стоят, за этим, должно быть, стоят криминальные мотивы. Саймон проверяет выписанный Бентли чек и рекомендует Энн быстро подписать купчую и обналичить деньги. После этого Саймон говорит, что провёл некоторое расследование, в ходе которого вскрыл финансовые махинации Бентли с фирмой «Блэк, Трент энд Блэк». Разгневанный Бентли приказывает своим подручным схватить Саймона и Пэт, однако им удаётся сбежать. Бандиты с ружьями преследуют их в тёмном лесу, однако безуспешно. Саймон отправляет Пэт в свой коттедж к профессору Карну, поручая ей в 23:00 рассказать ему обо всём, что с ними произошло. Сам Святой возвращается в дом Бентли, обнаруживая подземный тоннель, где слышит, как подручные Бентли обсуждают отгрузку товара на следующий день. Он видит, как преступники проходят через секретную дверь к Биттлу, и следует за ними. Когда он поднимается и попадает в кабинет, там его встречают Бентли, Биттл и пятеро вооружённых членов их банды. Саймон заявляет, что знает их планы закопать украденное из банка золото в старом руднике, а затем «найти» его и таким образом легализовать, после чего официально продать на рынке. Саймон также обвиняет их в убийстве Галло, который пытался раскрыть их план. Биттл достаёт пистолет и пытается застрелить Саймона, но тот вовремя бросает нож в руку Биттла. Бетнли приказывает увезти и по-тихому убить Святого, не оставив следов. В этот момент звонит Тигр, приказывая освободить Святого, чтобы не создавать дополнительных проблем с полицией. Незадолго до 23:00 Саймон возвращается в коттедж, обещая инспектору завтра сдать ему Тигра. В этот момент к коттеджу подходит Биттл вместе с местными полицейскими, которые намерены арестовать Саймона за нападение и попытку ограбления его дома. Саймон заявляет, что весь вечер был в своём коттедже и профессор Карн подтверждает это. После ухода Биттла и полиции Саймон объясняет Тилу, что с помощью этого ареста Тигр хотел убрать его со своего пути.
Узнав от Пэт, что в Бейкомбе существует сеть древних пещер контрабандистов и что попасть в них можно через местный музей, Саймон вместе с ней направляется туда на следующее утро. Там они встречают хранителя музея Мерридью (Джон Сэлью) в компании Бентли, который является главным спонсором музея. После ухода Бентли Святой просит Мерридью проводить их в «пещеру контрабандистов», однако тот говорит, что это лишь городская легенда. Под давлением Саймона Мерридью сознаётся, что бандиты принудили его к сотрудничеству уже после банковского ограбления, а затем соглашается показать пещеру. В этот момент открывается дверь, и неизвестный бандит бросает в горло Мерридью нож, убивая его на месте. Пока Святой пытается найти убийцу, в кабинет Мерридью заходит Тил, который видит труп и орудие убийства, принадлежащее Саймону. Так как, по словам Тила, в последние минуты кроме Саймона никто не входил и не выходил из музея, инспектор собирается арестовать его за убийство. В этот момент в кабинет заходит Тидмарш, который слышит их диалог, понимая, что профессор Карн — это на самом деле инспектор Тил. Инспектор запрещает Тидмаршу публиковать что-либо об этом деле, а сам заявляет, что немедленно увозит Саймона в Лондон для допроса, используя для этого его машину. Тидмарш в свою очередь отвозит Пэт домой.
Вскоре Хорас рассказывает Пэт, что видел зашедший в гавань корабль, который, как она догадывается, будет использован для вывоза золота из пещеры. Тем временем Тидмарш по телефону сообщает Бентли, что убрал Саймона с пути и приказывает начать погрузку золота. Когда Тидмарш заходит к Пэт, она призывает его помочь и рассказывает свой план разоблачения Бентли и Биттла. В свою очередь, Бентли и Биттл, которые считают, что сделали всю основную работу, решают выкинуть Тидмарша из дела. По дороге в Лондон Тил объясняет Саймону, что арестовал его в качестве уловки, чтобы породить у преступников чувство безопасности и заставить их раскрыться, и пара возвращается в Бейкомб. Под покровом ночи они пробираются в музей, и через потайную дверь проникают в пещеру контрабандистов.
Когда Пэт и Хорас выходят из дома, то не замечают лежащего в кустах без сознания Тидмарша, который должен был идти в музей вместе с ними. В пещере Саймон и Тил видят, как бандиты перегружают золото на лодку для доставки на корабль. Они решают задержать Тигра, Бентли и Биттла с поличным на корабле, а также захватить золото. Тем временем Пэт и Хорас на лодке подплывают к кораблю и незаметно поднимаются на борт, наблюдая за погрузкой золота в трюм. В это же время Саймон и Тил ловят и связывают моряка, который на лодке переправляет золотые слитки с берега на корабль, и Саймон выдавая себя за этого моряка, загружает в лодку последнюю партию золота. Поднявшись с грузом на палубу, Саймон расправляется с двумя членами команды, отправляя третьего с запиской к капитану. Осматривая каюты, Саймон находит двух связанных моряков, которых там оставили Пэт и Хорас. Затем он проникает в каюту, где видит тётю Агату, которая объясняет, что находится здесь по приглашению Бентли ради игры в рулетку. Она рассказывает, что они также играли на собачьих бегах и на скачках, где пользовались услугами Джо Галло. Они выигрывали через него много денег, но он обманул их. За это они ему отомстили, а теперь тётя Агата решила сыграть в рулетку у Бентли.
Захватив дворецкого Бентли по имени Бёртон (Ноэль Дейнтон), Пэт и Хорас выясняют у него, где каюта Тигра, и Пэт направляется туда. В каюте её встречают вооружённые Бентли и Биттл, которые отбирают у неё пистолет и говорят, что Тигра они выбросили из дела. Выйдя от тёти Агаты, Саймон замечает в коридоре Хораса. Они вместе проникают в каюту Тигра, где, угрожая оружием, освобождают Пэт из рук Бентли и Биттла. В этот момент сзади подходят Эдди (Джон Слейтер), подручный Бентли вместе с капитаном, которые вырубают Хораса и приказывают Саймону бросить оружие. Бентли даёт указание капитану срочно отплывать, пока не прибыла полиция, но вскоре выясняется, что Саймон испортил двигатель. Когда Бентли уже собирается застрелить Святого, ему в руку стреляет неожиданно появившийся Тидмарш, который приказывает Биттлу бросить оружие. Тидмарш заявляет, что собирается расправиться с Бентли и Биттлом, которые предали его, но отпустит Саймона, Пэт и Хораса, которые вели честную игру. Пока Тидмарш говорит с Саймоном, Биттл успевает схватить со стола пистолет и выстрелить в Тидмарша. В ответ Саймон бросает в него спрятанный в рукаве нож, а Хорас берёт бандитов на мушку. Вскоре на корабль поднимается Тил с отрядом полицейских. Саймон сообщает ему, что Тигр, которого он ему обещал, к сожалению, убит, но живы двое других убийц. А золото он передаст завтра страховой компании, которая выплатит ему комиссию в 20 %. Святой прощается с Пэт, говоря, что его ждут новые дела, и они целуются на прощанье.

## В ролях
- Хью Синклер — Саймон Темплар / Святой
- Джин Гилли — Пэт Холм
- Гордон Маклеод — инспектор Клод Тил / профессор Карн
- Клиффорд Эванс — Тидмарш / Тигр
- Уайли Уотсон — Хорас, камердинер Темплара
- Деннис Эранделл — Лайонелл Бентли
- Чарльз Виктор — Биттл
- Луиз Хэмптон — тётя Агата Гёртен
- Джон Сэлью — Мерридью, куратор музея Бейкомба
- Артур Хэмблинг — констебль полиции
- Эми Винесс — миссис Дональд Джонс
- Клод Бэйли — Дональд Джонс
- Ноэль Дэйнтон — Бёртон, слуга Бентли
- Эрик Клаверинг — Фрэнки
- Бен Уильямс — Джо Галло
- Джоан Хиксон — Мэри, служанка тёти Агаты
- Джон Слейтер — Эдди
- Тони Куинн — Пэдди
- Альф Годдар — Тейлор

## Создатели фильма и исполнители главных ролей
Режиссёр из Австро-Венгрии Пол Л. Стейн начал свою карьеру в немом кино в Германии в 1918 году, а начиная с 1926 года, в течение пяти лет работал в Голливуде, где поставил, в частности, романтическую комедию «Грех берёт выходной» (1932). В 1932 году он перебрался в Великобританию, где на его счету были такие фильмы, как «Мими» (1935), «Анонимка» (1939) и «Лиссабонская история» (1946). Он закончил работать в 1951 году, поставив за свою карьеру 71 фильм.
В этом фильме Хью Синклер во второй и последний раз играет роль Саймона Темплара. После своего дебюта в фильме «Отпуск Святого» (1941) «красивый, элегантный, обходительный и остроумный Хью Синклер вновь сыграл роль современного Робина Гуда, сыщика Саймона Темплара, в восьмой и заключительной картине киноцикла RKO Pictures». В дальнейшем Синклер снялся в таких фильмах, как «Алиби» (1942), «Они были сёстрами» (1945), «Коридор зеркал» (1945), «Победитель на деревянной лошадке» (1949) и «Круг опасности» (1951), а с 1953 года и вплоть до смерти в 1962 году работал на британском телевидении.
Начав кинокарьеру в 1935 году в Великобритании, в 1944 году британская актриса Джин Гилли переехала в Голливуд, где сыграла в таких фильмах, как «Полевой конёк» (1944), «Западня» (1946) и «Дело Макомбера» (1947). Успев сняться всего в 22 фильмах, Гилли вернулась в Великобританию, где умерла в 1949 году в возрасте 33 лет от пневмонии.
Уайли Уотсон, сыгравший в этом фильме слугу Святого, более всего известен по фильму Альфреда Хичкока «Тридцать девять ступеней» (1935), где он сыграл мистера Мемори, утверждавшего, что каждый день сохраняет в своем мозгу 50 новых фактов. Он также запомнился как один из членов банды в криминальной драме «Брайтонская скала» (1947) и как коварный лавочник-манипулятор Джозеф Макроун в криминальной комедии «Виски в изобилии» (1949).

## История создания и проката фильма
Это восьмой фильм студии RKO Pictures о Святом. Он основан на первом романе Лесли Чартериса о Святом «Знакомьтесь — Тигр!» (1928).
Фильм был снят компанией RKO в Великобритании по «квоте», согласно которой полученные в Великобритании доходы можно использовать на проекты только внутри страны. Это вторая из трёх британских картин студии о Святом. В ней задействован исключительно британский актёрский состав.
Хью Синклер во второй и последний раз появился в роли Святого в этом фильме. Гордон Маклеод вновь появляется к роли инспектора Тила, которую он сыграл в двух предыдущих фильмах.
В этом фильме представлены два персонажа из оригинальных романов Лесли Чартериса — Патриция «Пэт» Холм, подруга Святого, и Хорас, дворецкий Святого. Хотя Пэт Холм часто появляется в книгах Чартериса, это единственный фильм с её участием.
Съёмки фильма проходили вплоть до июня 1941 года на английской студии Denham Studios в Бакингемшире.
По информации историка кино Рона Беккера, после выхода фильма в Великобритании в 1941 году студия RKO была настолько недовольна постановкой, что передала права на прокат фильма в США независимой студии Republic. С этим связана и задержка с выходом фильма в США, который появился в американских кинотеатрах только в 1943 году. По другим сведениям, в октябре 1941 года, когда студия RKO выпустила фильм «Дерзкий Сокол», первый фильм из своей новой серии о частном детективе по прозвищу Сокол, автор образа Святого, британский писатель Лесли Чартерис обвинил студию в том, что она сделала копию с фильмов о Святом. Возникший спор привёл к тому, что RKO отказалась от реализации фильма в США, передав его студии Republic. По словам же историка кино Денниса Шварца, «картина имела в Великобритании плохие кассовые сборы, что побудило RKO продать сериал Republic Pictures». Согласно информации «Голливуд Репортер», в июле 1943 года RKO продала права на распространение в США компании Republic, и эта компания намеревалась использовать фильм в качестве «испытательного полигона», чтобы посмотреть, примет ли публика картину о Святом, в которой не снимался Джордж Сандерс, который ассоциировался с ролью в фильмах RKO.
Киносериал RKO о Святом на этом фильме закончился, и Синклер больше никогда не играл этого персонажа. Двенадцать лет спустя, в 1953 году на британской студии Hammer Films вышел фильм «Возвращение Святого» (в американском прокате — «Девушка Святого Пятница» (1954)), в котором заглавного героя сыграл первый исполнитель этой роли Луис Хейуорд.

## Сопоставление романа и фильма
Фильм снят по роману «Знакомьтесь — Тигр», который стал первым произведением британского писателя Лесли Чартериса о Святом, впервые опубликованным в Англии в 1928 году. В этом романе появляется Патриция Холм, которая на протяжении многих лет была возлюбленной Святого. В романе, как и в фильме, Святой и Патриция впервые встречаются в крошечной деревушке Бейкомб, где Святой пытается найти крупную сумму золота, украденную из банка.
По словам историка кино Рона Беккера, «фильм на удивление точно соответствует роману, включая такие сцены, как попытка Биттла арестовать Темплара за кражу со взломом в его доме, побег Святого от людей Тигра, нападение Патриции и Ораса вдвоём на корабль „Тигровая акула“ и противостояние между Тигром и его подручными. Хотя не все сцены перенесены из романа в фильм, большинство сцен в фильме взяты из романа».
Вместе с тем, как отмечает Беккер, «есть и несколько существенных изменений. В частности, в книге Темплар впервые узнаёт об украденном золоте от человека по имени Фернандо, и об этом событии читатель узнаёт в ретроспекции, поскольку оно происходит до начала романа. Кроме того, в романе Агата, тётя Патриции, играет гораздо более важную роль, чем в фильме. Самое же важное различие между этими двумя работами заключается в том, как трактуется личность Тигра. В фильме это не тот персонаж, что в романе, но, что более важно, личность Тигра держится в секрете до конца романа, становясь, по крайней мере, небольшим сюрпризом».

## Оценка фильма критикой
По мнению историка кино Денниса Шварца, «это неплохая криминальная драма категории В (но не ожидайте ничего большего, чем возможность убить время)». Как далее отмечает критик, в сценарии «слишком много сюжетных дыр», а «театральный актёр Синклер — это шаг вниз по сравнению с предыдущим Святым, обходительным и плутоватым Джорджем Сандерсом».
Со своей стороны, кинокритик Дерек Виннерт полагает, что «это яркий и оживлённый фильм, который может похвастаться напряженным сюжетом с многочисленными убийствами, а также хорошими персонажами, включая ловкого злодея Тидмарша, он же Тигр, в исполнении Клиффорда Эванса». Кроме того, Джин Гилли играет важную роль Пэт Холм, предмета любовного интереса Темплара, также значимы Гордон Маклеод в роли инспектора Тила из Скотленд-Ярда и Уайли Уотсон в роли Хораса, дворецкого Святого.
Тем не менее, как пишет Рон Беккер, «несмотря на все многообещающие предпосылки (роман, авторы, актёры), это очень разочаровывающий фильм». Одна из его проблем, по мнению критика, заключается в том, что «в этой истории не так уж много загадочности. Раскрытие в конце фильма истинной личности главного злодея, Тигра, могло бы заинтриговать, если бы не тот факт, что личность Тигра была стала известна зрителю вскоре после того, как Темплар прибыл в Бейкомб… Действительно, единственная загадка в фильме — почему Галло вообще пришёл к Святому. В фильме не даётся этому никаких объяснений, и этот эпизод имеет мало смысла, кроме как для развития сюжета».
Кроме того, как полагает Беккер, «в процессе съёмок было упущено множество возможностей. Несмотря на то, что фильм делался в Англии, большая часть материала была отснята в помещении, где практически не использовалась аутентичная английская обстановка. Разговоров гораздо больше, чем действия, и, похоже, никто особо не волнуется по поводу происходящего, даже когда речь идёт о жизни и смерти. Сюжет прост, но за ним всё равно трудно уследить, потому что в нём много персонажей, не имеющих достаточной мотивации для своих действий. Все это усугубляет главную проблему фильма, которая заключается в том, что всё подано очень пресно, без какого-либо волнения, даже во время кульминации на яхте Бентли. Темплар не знает, что Патриция и Хорас поднялись на борт яхты и расправляются с большинством злодеев самостоятельно, без его помощи». Какую тревогу может породить группа злодеев, с которой могут справиться молодая леди и дворецкий? Как считает Беккер, «не только кульминация фильма безжизненна, но и остальная часть фильма тоже. Потому, неудивительно, что эта картина положила конец производству фильмов о Святом более чем на десятилетие».
Беккер считает, что несмотря на мнение большинства, которое «предпочитает Джорджа Сандерса в роли Святого, Хью Синклер вполне хорош в этой роли. Заслуживает критики лишь то, что, похоже, его никогда особо не волнует то, что происходит». Как далее пишет критик, «Гордон Маклеод с его сильным шотландским акцентом и раздражением по отношению к Темплару, хотя он всегда относился к нему с уважением, привлекательно смотрится в роли инспектора Тила». Однако «настоящей находкой», по мнению Беккера, «является Джин Гилли в роли Патриции Холм. Она весёлая и энергичная, и, как коренная англичанка, полностью соответствует своей роли. Кроме того, она очень привлекательна. Если бы сериал был продолжен после этого фильма, она бы отличной героиней в роли Патриции Холм, которая на протяжении многих лет часто появлялась в романах о Святом. К сожалению, Гилли умерла в возрасте 33 лет, всего через несколько лет после выхода этого фильма».